# Hofanlage Kreyenhooper Straße 50
Die Hofanlage Kreyenhooper Straße 50 in Ganderkesee-Neuenlande, an einer Stichstraße zwei Kilometer nordöstlich vom Ortsteil, wurde im 18. Jahrhundert gebaut.
Das Hauptgebäude wird aktuell (2023) als Wohnhaus genutzt.
Die Gebäude stehen unter Denkmalschutz (siehe auch Liste der Baudenkmale in Ganderkesee).

## Beschreibung
Die Hofanlage auf einer Warft besteht aus:
- dem eingeschossigen traufständigen Wohn- und Wirtschaftsgebäude von 1796 (Inschrift) als Zweiständerhallenhaus in Fachwerk mit Steinausfachungen, mit reetgecktem Krüppelwalmdach mit weitgehend erhaltener Innenstruktur unter Verwendung eines älteren Ständergerüstes von 1726/27 (dendrochronologische Datierung)
- dem Nebengebäude von 1796 oder vom frühen 19. Jh. als Fachwerkhaus mit Steinausfachungen und Walmdach in Reetdeckung.

Das Niedersächsische Landesamt für Denkmalpflege befand: „… geschichtliche Bedeutung … als beispielhaftes Hallenhaus des 18. Jhs. …“